# Province de San Miguel
La province de San Miguel (en espagnol : Provincia de San Miguel) est l'une des treize provinces de la région de Cajamarca, au nord-ouest du Pérou. Son chef-lieu est la ville de San Miguel de Pallaques. Elle fait partie du diocèse de Cajamarca.

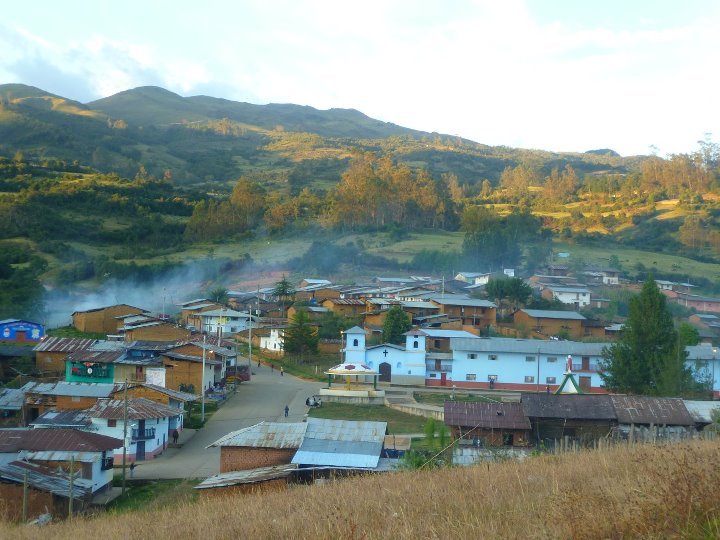
Quartier El Prado San Miguel Cajamarma Pérou

## Géographie
La province couvre une superficie de 2 542,08 km2. Elle est limitée au nord par la province de Santa Cruz et la province de Hualgayoc, à l'est par la province de San Pablo, au sud par la province de Contumazá et à l'ouest par la région de Lambayeque et la région de La Libertad.

## Histoire
La province fut créée le 29 septembre 1964.

## Population
La population de la province s'élevait à 56 146 habitants en 2007.

## Subdivisions
La province de San Miguel est divisée en 13 districts :
- Bolívar
- Calquis
- Catilluc
- El Prado
- La Florida
- Llapa
- Nanchoc
- Niepos
- San Gregorio
- San Miguel
- San Silvestre de Conchán
- Tongod
- Unión Agua Blanca